# Simoun〜電波 DE リ・マージョン〜
『Simoun〜電波 DE リ・マージョン〜』（しむーん でんぱ で リ・マージョン）は、アニメ『シムーン』に関したインターネットラジオ番組。

## パーソナリティー
- 高橋理恵子（ネヴィリル役）
- 高橋美佳子（ロードレアモン役）

## 配信曜日など
- 放送期間：2006年7月17日～2007年1月15日（本編 ・全26回）
  - 2007年6月21日～2007年7月12日（SpecialFlight ・全1回）
  - 2011年2月14日～（復活放送 ・全1回）
- 配信サイト：音泉
- 配信日：月曜日（SpecialFlightの配信日のみ木曜日）
- スポンサー：バンダイビジュアル（本編のみ）、コスパ、マーベラスインタラクティブ（SpecialFlightのみ）

## 主題歌
- アニメと同じ

## コーナー
- 冒頭はしばしば小芝居で始まる。この小芝居はわざと辿辿しく、ぎこちなく行われるのが通例である。
- おたより
普通のお便りのコーナー。
- リ・マージョン
リスナーからオリジナルのリ・マージョンを考えてもらう。
- ネヴィリルの黒い泉
ネヴィリルは腹黒いという設定で、毒舌の本音でリスナーの悩みを解決。
- たかはシムーン
「高橋」が付く名前（地名、生物名等）、話題をリスナーから募集する。
- 大空陸前留学
シムーンに関する商品情報。
- 早口ネヴィリル
リスナーから投稿された「ネヴィリル」の言葉を含む早口言葉を主に高橋理恵子が読む（まれに高橋美佳子も読む）。ただし、このコーナーの最後はフェイドアウトされ、その後の模様はラジオCDに収録される。

## ゲスト
- 辻谷耕史（#6）
- 西村純二（#12）
- 新野美知（#18）
- 相澤みちる（#21）
- 小清水亜美（#24）

## 備考
- パーソナリティーの掛け合いの面白さが受け、テレビ放映終了後も本編アニメを見なかったリスナーが口コミで新たに聞き始めるなど、人気を博す。
- 2006年10月、同じ音泉の番組宣伝番組『〜飯塚雅弓の月刊ラジオグランプリ〜 ともだち100人できるからっ♪』（#17）に、この番組の代表として高橋美佳子がゲスト出演した。この際、「たかはシムーン」のコーナーが行われた。これに合わせ、この回のみ、飯塚雅弓は高橋雅弓として番組を進行した。
- 「早口ネヴィリル」のフェイドアウト後の模様、オリジナル録音を追加収録したラジオCDが3回（前半、後半、SpecialFlight）発売される。
- 『SIMOUN 異薔薇戦争〜封印のリ・マージョン〜』の発売を記念し、発売日の2007年6月21日より3週間、特別版『Simoun ～電波 DE リ･マージョン～ SpecialFlight』が配信されていた。
- DVD－BOX発売を記念して2011年2月14日より1回のみの復活放送が行われた。

## エピソードと名言
- Special FlightラジオCDに合わせた公開イベントでは、パーソナリティ二人が佐賀県の高橋駅に行ったドキュメントが紹介された。
- 「喋る気もないのに喋ろうとするからいけない」（高橋理恵子）。喋りかけて沈黙した高橋理恵子に高橋美佳子がつっこんだところこのように返答（SpecialFlight）。
- 『魔法少女リリカルなのはStrikerS』（〜nanowa〜と発音）」（高橋理恵子）。同名のアニメ番組を知らない高橋理恵子は、「なのは」を固有名詞ではなく助詞だと思い、このように読んだ（SpecialFlight）。高橋美佳子（『なのは』シリーズのレギュラー出演者）のつっこみに爆笑する2人だったが、高橋理恵子曰く「やっちゃった、こんな早くに」。
- PCをウェブ環境で使えない（そもそもネットに繋がっていないという説もあり）高橋理恵子は、番組中のアドリブで、PCにインストールしてあるソフトウェアの名前を問いただされた際に「勘定奉行」を挙げ、スタッフを爆笑の渦に誘った。テレビCMで見たため（第26回）と推測される。また、高橋理恵子はmp3の意味を知らず、説明されてもよく分からなかった（第25回）ことからも、オンライン環境に興味が無いと思われる。しかし、最終回（第26回）では、近未来における番組の再開と同時の接続を約し、高橋美佳子とスタッフの共感を得た。だが様々な事情が重なった結果、未だインターネット接続をしていない事を『美佳子@ぱよぱよ』ゲスト出演（第326回）した際に暴露した。ちなみに番組自体はラジオCDで聞いており、当時は全く聞けていなかった。 2011年2月14日に『Simoun〜電波 DE リ・マージョン〜第SP回』として番組が復活した際、高橋理恵子のネット環境について番組にメールを送った西田亜沙子をはじめ多数のリスナーから質問があった。本人曰く「親戚にマウス等のパーツを渡して画面（モニター）と四角いの（デスクトップ本体）しか残っておらず、PCが残骸と化している」との事。ちなみにtwitterについては僅かに知識を持っており、途中ゲストとして登場した西村純二と共に「twitterをやってみる」と発言した。だが番組の構成作家を担当した長田宏が、後に自身のtwitterにて高橋が「携帯電話を変える際にやる気になったものの、何もしていない」とメールした事を明らかにしている。
- ラジオCDに収録されるにあたって、高橋美佳子は番組の各回を次のように紹介した（第25回）。
  - 「理恵子さんが笑いじわを気にする14回」
  - 「収録前のモテモテコアラ自慢が聞ける15回」
  - 「高&橋が漫才をする16回」
  - 「なおもモテモテコアラ自慢をしてお便りコーナーまで飛んだ17回」
  - 「アーエルことにいにいが来た18回」
  - 「ダンゴムシの話で美佳子さんのテンションが下がる19回」
  - 「理恵子さんが遠くを見てリズムを刻み誕生日を祝う20回」
  - 「フロエことちるちるが来た21回」
  - 「ひたすらテンションが低い22回」
  - 「おほほトークして、物食って、歌って自由な23回」
  - 「パラ様のあみあみが来た24回」
- 「ちゃんとやったことない」（高橋理恵子）。上記別名が読み上げられて（第25回）。
- 高橋美佳子が、ゲストに来た小清水亜美とのトークで、互いに月に土地を持っていることを知って興奮（第24回）。
- 本番組の特徴である緩過ぎる（いわゆる「ぐだぐた」）トークが、ある回では、あまりに緩過ぎたため、番組開始数分後にディレクターからダメ出しを受けた。その後も、「寝てるからかなぁ」（高橋理恵子）等の台詞、また互いに起こし合う等、最後まで「ぐだぐた」だった（第22回）。
- 「オープニングがエンディング」（高橋美佳子）。もし、高橋理恵子と新野美知がパーソナリティになったら、番組が全く進行しないのではないかと危惧し発言（第20回）。
- 高橋理恵子の誕生日（11月28日）を祝い、番組中に突然ケーキをプレゼントしたところ、高橋理恵子が嬉し泣きしてしまった。高橋理恵子曰く、「年を取ると人のありがたさが身に染みるの」（第20回）。
- 「アドレスって言うの?」（高橋理恵子）。自分が出演する演劇の劇団サイトを紹介しようとして、URLが何を指すか分からずに発言（第20回）。
- 「も、ボケボケやんか〜　頼みますよ!」（高橋美佳子）。高橋美佳子は、ラジオのパーソナリティーとして元来ツッコミを芸としていなかったが、本番組中、高橋理恵子とのかけあいによって開眼。それを象徴する転機となったのが、この回で圧倒的な緩さを示す高橋理恵子に対する発言の数々（第12回）。
- 高橋理恵子は過去の出演作（『∀ガンダム』のディアナ・ソレル/キエル・ハイム役）について忘却したかのような態度を示し、それは番組中で彼女のキャラクターのボケた特性として、度々話題となった（第6回以降）。
- ラジオパーソナリティ初仕事の高橋理恵子は「ふつおた」の意味を知らず、番組前に高橋美佳子に「ふつおたって何?」と聞いた。
- この番組が縁となり、『美佳子@ぱよぱよ』に高橋理恵子が3度（第264回、第293回、第326回）ゲストとして出演し、「早口ネヴィリル」などのコーナーが再現されている。